# Scopula ornataria
Scopula ornataria är en fjärilsart som beskrevs av Eugen Johann Christoph Esper 1806. Scopula ornataria ingår i släktet Scopula och familjen mätare. Inga underarter finns listade.